# Lista de composições de Richard Wagner
A tabela abaixo mostra a lista de obras musicais de Richard Wagner, ordenadas de acordo com o respectivo número no catálogo de obras de Wagner (W W V = Wagner Werk-Verzeichnis).
Legenda
- Tipo «drama sem música» (o fundo está colorido de verde): para estes números WWV (número 14), há textos ou documentos elaborados sobre um projecto de obra dramática, mas Wagner não fez Música para este projecto, ou a música desapareceu.
- Tipo «ópera» (o fundo está colorido de ocre): estes números WWV (número 11) correspondem às 14 grandes óperas de Wagner, tratada no artigo principal (veja # Óperas de Richard Wagner).

| Lista das obras de Richard Wagner | Lista das obras de Richard Wagner                     | Lista das obras de Richard Wagner | Lista das obras de Richard Wagner                           | Lista das obras de Richard Wagner |
| --------------------------------- | ----------------------------------------------------- | --- | ----------------------------------------------------------- | --------------------------------- |
| Número W W V                      | Tipo                                                  | Título | Data                                                        |                                   |
| 1                                 | drama sem música                                      | Leubald | 1826-28                                                     |                                   |
| 2                                 | piano                                                 | Sonate em ré menor | 1829                                                        |                                   |
| 3                                 |                                                       | Air | 1829                                                        |                                   |
| 4                                 | música de câmara                                      | Quatuor à cordes em ré maior | 1829                                                        |                                   |
| 5                                 | piano                                                 | Sonate em fa menor | 1829                                                        |                                   |
| 6                                 | drama sem música                                      | ópera pastoral (Fragment) | 1830                                                        |                                   |
| 7                                 |                                                       | Lieder | 1828-30                                                     |                                   |
| 8                                 |                                                       | Air pour soprano e orquestra | 1830                                                        |                                   |
| 9                                 | arranjos                                              | Réduction pour piano de la neuvième symphonie em ré menor de Beethoven | 1830-31                                                     |                                   |
| 10                                | orquestra                                             | Abertura Coup de timbale, em si bémol maior (PaukenschlagAbertura) | 1830                                                        |                                   |
| 11                                | orquestra                                             | Abertura polonaise | 1830 ?                                                      |                                   |
| 12                                | orquestra                                             | Abertura pour le drame com choeurs La Fiancée de Messine de Schiller | 1830                                                        |                                   |
| 13                                | orquestra                                             | Pièce pour orquestra, em mi menor | 1830 ?                                                      |                                   |
| 14                                | orquestra                                             | Abertura em Dó maior | 1830                                                        |                                   |
| 15                                | lieder com piano                                      | Sept compositions pour Faust de Goethe 1. Lied der Soldaten, 2. Bauern unter der Linde, 3. Brander's Lied, 4. Lied des Mephistopheles (Es war einmal ein König), 5. Lied des Mephistopheles (Was machst du mir vor Liebchens Thür), 6. Gesang Gretchens (Meine Ruh ist hin), 7. Melodram Gretchens (Ach neige, du Schmerzensreiche) | 1831                                                        |                                   |
| 16                                | piano a 4 mãos                                        | Sonata em si bémol maior | 1831                                                        |                                   |
| 17                                | orquestra                                             | Abertura em mi bémol maior | 1831                                                        |                                   |
| 18                                | arranjos                                              | Réduction pour piano de la symphonie n° 103 em si bémol maior de Joseph Haydn (dite du Coup de timbale) | 1831                                                        |                                   |
| 19 19 A 19 B                      | coro                                                  | Fugues Studierfuge Dein ist das Reich Doppelfuge | 1831-32 .                                                   |                                   |
| 20                                | orquestra                                             | Abertura em ré menor, Abertura de concert n° 1 | 1831                                                        |                                   |
| 21                                | piano                                                 | Sonate op. 1 em si bémol maior 1. Allegro con brio, 2. Larghetto, 3. Menuetto, 4. Allegro vivace. | 1831                                                        |                                   |
| 22                                | piano                                                 | Fantasia em fa dièse menor 1. Un poco lento, 2. Recitativo, 3. Allegro agitato 4. Recitativo 5. Adagio molto cantabile, 6. Recitativo 7. Un poco lento. | 1831                                                        |                                   |
| 23 23 A 23 B                      | piano .                                               | Polonaise em ré maior piano 2 mãos piano 4 mãos | 1831-32 .                                                   |                                   |
| 24                                | orquestra                                             | Abertura em mi bémol e musique de scène pour Roi Enzio d’Ernst Raupach | 1831-32                                                     |                                   |
| 25 25 A 25 B                      | orquestra                                             | Entractos tragiques N° 1 em ré maior (fragment) N° 2 em Dó menor | 1832 ?                                                      |                                   |
| 26                                | piano                                                 | Grande sonate em la maior 1. Allegro com moto, 2. Adagio molto, e assai espressivo, 3. Maestoso - Allegro molto. | 1832                                                        |                                   |
| 27                                | orquestra                                             | Abertura em Dó maior, Abertura de concert n° 2 | 1832                                                        |                                   |
| 28                                |                                                       | Scène e air pour soprano e orquestra | 1832                                                        |                                   |
| 29                                | orquestra                                             | Symphonie em Dó maior | 1832                                                        |                                   |
| 30                                | lied com piano                                        | Sons de cloches (Cloches du soir) | 1832                                                        |                                   |
| 31                                | ópera                                                 | Die Hochzeit" = ("Les Noces) |                                                             |                                   |
| 32                                | ópera                                                 | Die Feen (As Fadas) | 1833                                                        |                                   |
| 33                                | teatro                                                | Air n° 15 (Aubry) Wie ein schöner Frühlingsmorgen du grand ópera romantique Le Vampire de Heinrich Marschner com un nouvel allegro final Doch jetzt, wohin ich blicke, umgibt mich Schreckensnacht | 1833                                                        |                                   |
| 34                                | arranjos                                              | Instrumentation d'une cavatine de l'ópera em dois actos Le Pirate de Vincenzo Bellini | 1833                                                        |                                   |
| 35                                | orquestra                                             | Symphonie em mi maior (fragment) | 1834                                                        |                                   |
| 36                                |                                                       | Musique pour la pièce Au seuil de la nouvelle année 1835 de Wilhelm Schmale | 1834                                                        |                                   |
| 37 37 A 37 B                      | orquestra .                                           | Musique pour le drame historique Columbus de Theodor Appel A. Abertura B. Musique de scène | 1834-35 .                                                   |                                   |
| 38                                | ópera                                                 | Das Liebesverbot (Amor Proibido) | 1834-36                                                     |                                   |
| 39                                | orquestra                                             | Abertura em Dó maior Polonia | 1836                                                        |                                   |
| 40                                | drama sem música                                      | Die hohe Braut ("A Noiva Alta) | 1836-42                                                     |                                   |
| 41                                | teatro                                                | Musique de scène pour la pièce Die letzte Heidenverschwörung in Preußen oder Der Deutsche Ritterorden in Königsberg de J. Singer, esquisse | 1837 ?                                                      |                                   |
| 42                                | orquestra                                             | Abertura em ré maior sur le thème de Rule Britannia | 1837                                                        |                                   |
| 43                                | teatro                                                | Air em sol maior pour basse e orquestra Sanfte Wehmut will sich regen. Complément (Max) de l'ópera comique em um acto Mary, Max e Michel de Carl Blum | 1837                                                        |                                   |
| 44                                | coro                                                  | Volks-Hymne Nicolay | 1837                                                        |                                   |
| 45                                | teatro                                                | Air de basse (Prière), comme complément de Die Schweizerfamilie, ópera lyrique em três actos de Joseph Weigl | 1837 ?                                                      |                                   |
| 46 46 A 46 B 46 C 46 D 46 E 46 F  | arranjos                                              | arranjos d'óperas, de Riga A. Vincenzo Bellini, Norma, retoques de instrumentação B. Giacomo Meyerbeer, Robert le Diable, Nr. 18 (C) Cavatine, réinstrumentation C. Carl Maria von Weber: Euryanthe Nr. 18, coro des chasseurs, réinstrumentation D. Jacques Fromental Halévy, Le Guitarrero, pour divers instruments E. Jacques Fromental Halévy, La Reine de Chypre, arranjos F. Daniel-François-Esprit Auber, Zanetta ou Jouer com le feu, arranjos pour flûte e trio à cordes, suite n° 1 e 2 | 1837-39 .                                                   |                                   |
| 47                                | arranjos                                              | Gioachino Rossini, Les Soirées musicales, n° 12 Duo Li Marinari, instrumentation | 1838 ?                                                      |                                   |
| 48                                | drama sem música                                      | Männerlist größer als Frauenlist oder Die glückliche Bärenfamilie | 1838 ?                                                      |                                   |
| 49                                | ópera                                                 | Rienzi (ou: Rienzi, o Último dos Tribunos), grand ópera tragique em cinco actos | 1837-40                                                     |                                   |
| 50                                | lied com piano                                        | Le Sapin | 1838 ?                                                      |                                   |
| 51                                | coro                                                  | Gesang am Grabe Julies von Holtei | 1838-39                                                     |                                   |
| 52                                | teatro                                                | Norma il predisse, o Druidi, air pour basse, coro d'hommes e orquestra pour l'ópera Norma de Vincenzo Bellini | 1839                                                        |                                   |
| 53                                | lied com piano                                        | Dors mont enfant | 1839                                                        |                                   |
| 54                                | lied com piano                                        | Extase [Fragment] | 1839                                                        |                                   |
| 55                                | lied com piano                                        | Attente | 1839                                                        |                                   |
| 56                                | lied com piano                                        | La tombe dit à rose [Fragment] | 1839                                                        |                                   |
| 57                                | lied com piano                                        | Mignonne | 1839                                                        |                                   |
| 58                                | lied com piano                                        | Tout n'est qu'images fugitives [Soupir] | 1839                                                        |                                   |
| 59 .                              | orquestra .                                           | Faust-Symphonie (premier mouvement: Une Faust-Abertura) Première Versão Deuxième Versão | 1839-40 .                                                   |                                   |
| 60                                | lied com piano                                        | Les deux grenadiers, de Heine | 1839-40                                                     |                                   |
| 61                                | lied com piano                                        | Adieux de Marie Stuart (poésie de Béranger) | 1840                                                        |                                   |
| 62 62 A 62 B 62 C 62 D 62 E 62 F  | arranjos . C. p. à 4 mãos .                           | arranjos de Paris A. B. Pour l'ópera em quatro actos La Favorite de Gaetano Donizetti C. Grande Fantaisie sur La Romanesca, fameux air de danse du Século XVI op. 111, d’Henri Herz D. E. Pour La Reine de Chypre, ópera em cinco actos de Jacques Fromental Halévy F. | 1840-42 ? .                                                 |                                   |
| 63                                | ópera                                                 | Der fliegende Holländer (O Holandês Voador, ou O Navio Fantasma), ópera romantique em três actos souvent appelé Le Vaisseau fantôme em França | 1840-41                                                     |                                   |
| 64                                | piano                                                 | Feuille d'album pour Ernst Benedikt Kietz : Chant sans parole, em mi maior | 1840                                                        |                                   |
| 65                                | teatro                                                | Descendons gaiement la Courtille. Complément au vaudeville-ballet-pantomime La Descente de la Courtille de Théophile Marion Dumersan e Ch.-Désiré Dupeuty pour coro e orquestra | 1841 ?                                                      |                                   |
| 66                                | drama sem música                                      | Die Sarazenin, ópera em três actos (ébauche du livret) | 1841-43                                                     |                                   |
| 67                                | drama sem música                                      | Les Mines de Falun, ópera em três actos (ébauche du livret) | 1842                                                        |                                   |
| 68                                | c/c+o                                                 | Festgesang zur Enthüllung des Friedrich August-Monuments Der Tag erscheint | 1843                                                        |                                   |
| 69                                | coro d'hommes e orquestra                             | La Cène des Apôtres ou la Pentecôte | 1843                                                        |                                   |
| 70 .                              | ópera Versão originale Versão de Paris Versão réduite | Tannhäuser e le tournoi des chanteurs à la Wartburg, grand ópera romantique em três actos . arranjos para piano | . 1842-45 1861 .                                            |                                   |
| 71 71 A 71 B                      | coro                                                  | Salutation de ses fidèles sujets à Frédéric-Auguste II le Bien-aimé, Im treuen Sachsenland A. Versão para coro d'hommes e orquestra em si bémol maior B. Versão para voz e piano em sol maior | 1844                                                        |                                   |
| 72                                | coro                                                  | An Webers Grabe | 1844                                                        |                                   |
| 73                                |                                                       | Musique funèbre d'après des motifs d’Euryanthe de Carl Maria von Weber |                                                             |                                   |
| 74                                | arranjos                                              | Suppléments d'instrumentation pour La Vestale, tragédie lyrique em três actos de Gaspare Spontini | 1844 ?                                                      |                                   |
| 75                                | ópera                                                 | Lohengrin, ópera romantique em três actos | 1845-48                                                     | G                                 |
| 76                                | drama sem música                                      | Frédéric I | 1846-49                                                     |                                   |
| 77                                | arranjos                                              | arranjos d’Iphigénie em Aulide, ópera em três actos de Christoph Willibald Gluck | 1846-47 ?                                                   |                                   |
| 78                                | orquestra                                             | Symphonie | 1846-47                                                     |                                   |
| 79                                | arranjos                                              | arranjos du Stabat mater de Giovanni Pierluigi da Palestrina | 1848                                                        |                                   |
| 80                                | drama sem música                                      | Jésus de Nazareth | 1849                                                        |                                   |
| 81                                | drama sem música                                      | Achille | 1849-50                                                     |                                   |
| 82                                | drama sem música                                      | Wieland le Forgeron, ópera em três actos (ébauche) | 1849-50                                                     |                                   |
| 83                                | arranjos                                              | arranjos de Don Juan, ópera em dois actos de Wolfgang Amadeus Mozart | 1850                                                        |                                   |
| 84                                | piano                                                 | [Polka] em sol maior | 1853                                                        |                                   |
| 85                                | piano                                                 | Sonate em la bémol maior, Une sonate pour l'album de Madame M[athilde] W[esendonck] • Ruhig, • Nach und nach wachsende Bewegung • Erstes Zeitmass | 1853                                                        |                                   |
| 86 86 A 86 B 86 C 86 D            | [Tétralogie] ópera                                    | (O Anel do Nibelungo), jeu scénique em três journées e um prólogo Prologue: (O Ouro do Reno), drame musical em quatro scènes Première journée: (A Valquíria), drame musical em três actos Deuxième journée: Siegfried, drame musical em três actos Troisième journée: (Crepúsculo dos Deuses), drame musical em três actos | 1848-1874 .                                                 |                                   |
| 87                                | arranjos                                              | Konzertschluß zur Abertura d’Iphigénie em Aulide de Christoph Willibald Gluck | 1854                                                        |                                   |
| 88                                | piano                                                 | Valse des amantes de Zurique em mi bémol maior | 1854                                                        |                                   |
| 89                                | drama sem música                                      | Les Vainqueurs | 1856                                                        |                                   |
| 90                                | ópera                                                 | (Tristão e Isolda), ópera em três actos | 1857-59                                                     |                                   |
| 91 91 A . 91 B .                  | lieder voz e piano . violon e orch. .                 | Wesendonck-Lieder: A. Versão para voz de femme e piano 1. L'Ange, em sol maior 2. Suspends ton vol !, em dó menor 3. Dans la Serre, em ré menor 4. Chagrins, em mi bémol maior 5. Rêves, em la bémol maior B. Versão pour violon solo e orquestra. .. Rêves, em la bémol maior | . A nov. 1857 fév. 1858 mai 1858 déc. 1857 déc. 1857 B 1857 |                                   |
| 92                                | lied com piano                                        | Es ist bestimmt in Gottes Rat | 1858                                                        |                                   |
| 93                                |                                                       | Élégie, [thème] em la bémol maior | 1858 e 1882                                                 |                                   |
| 94                                | piano                                                 | Dans l'album de la princesse de M[etternich] | 1861                                                        |                                   |
| 95                                | piano                                                 | Arrivée parmi les cygnes noirs | 1861                                                        |                                   |
| 96                                | ópera                                                 | (Os Mestres Cantores de Nurembergue), ópera em três actos | 1845-67                                                     |                                   |
| 97                                | orquestra                                             | Huldigungs-Marsch pour Louis II de Bavière, em mi bémol maior, Versão pour musique militaire | 1864                                                        |                                   |
| 98                                |                                                       | Sogenannte Themen | 1868                                                        |                                   |
| 99                                | drama sem música                                      | Luthers Hochzeit | 1868                                                        |                                   |
| 100                               | drama sem música                                      | Comédie em um acto (ébauche) | 1868                                                        |                                   |
| 101                               | coro                                                  | Wahlspruch für die Deutsche Feuerwehr | 1869                                                        |                                   |
| 102                               | drama sem música                                      | Une Capitulation | 1870                                                        |                                   |
| 103 Versão 1 . Versão 2           | orquestra pequena formação . grande orquestra         | Siegfried-Idyll, em mi maior [Titre initial :] Tribschen-Idyll com le chant d’oiseau de Fidi e le Lever de soleil orange, compliment d’anniversaire symphonique offert à sa Cosima par son Richard [Titre définitif:] Siegfried-Idyll | . 1870 . 1878                                               |                                   |
| 104                               | orquestra                                             | Marche impériale, em si bémol maior | 1871                                                        |                                   |
| 105                               | lied                                                  | Der Worte viele sind gemacht (Kraft-Lied) | 1871                                                        |                                   |
| 106 106 A 106 B                   | . A. voz e piano B. voz e orquestra                   | Kinder-Katechismus zu Kosel’s Geburtstag A. Versão para voz d'enfants e piano B. Versão para voz d'enfants e orquestra | . A. 1873 B. 1874                                           |                                   |
| 107                               |                                                       | Sogenannte Themen | 1874-83                                                     |                                   |
| 108                               | piano                                                 | Feuille d'album pour Madame Betty Schott, em mi bémol maior | 1875                                                        |                                   |
| 109                               | arranjos                                              | arranjos de la valse Wein, Weib und Gesang op. 333 de Johan Strauß | 1875                                                        |                                   |
| 110                               | orquestra                                             | Grande marche de fête pour la commémoration du centenaire des États-Unis d'Amérique, em sol maior | 1876                                                        |                                   |
| 111                               | ópera                                                 | Parsifal, festival scénique sacré | 1865-82                                                     |                                   |
| 112                               | lied                                                  | Willkommen in Wahnfried, du heil'ger Christ | 1877                                                        |                                   |
| 113                               | lied                                                  | Ihr Kinder, geschwinde, geschwinde | 1880                                                        |                                   |